# San Sisto al Pino
San Sisto al Pino è una località del comune italiano di Cascina, nella provincia di Pisa, in Toscana.

## Geografia fisica
San Sisto al Pino è situato nella piana dell'Arno e si raggiunge tramite una deviazione dalla strada statale 67 Tosco-Romagnola, appena fuori dai quartieri pisani di Riglione e Oratoio. Pur compreso nella vasta area urbana di Pisa, il borgo sorge rispetto alle altre frazioni del territorio in una posizione più decentrata, nel punto in cui il fiume Arno forma una delle sue anse a gomito. San Sisto al Pino confina a sud con Pettori, a ovest con il fiume Arno, a nord con Ripoli e ad est con Musigliano.

## Storia
Il borgo di San Sisto al Pino ha origini medievali ed era compreso nella giurisdizione di San Lorenzo alle Corti. A San Sisto al Pino si contavano 345 abitanti nel 1833, aumentati sensibilmente negli ultimi anni in seguito all'inglobamento della località nel tessuto urbanizzato di Pisa.

## Monumenti e luoghi d'interesse

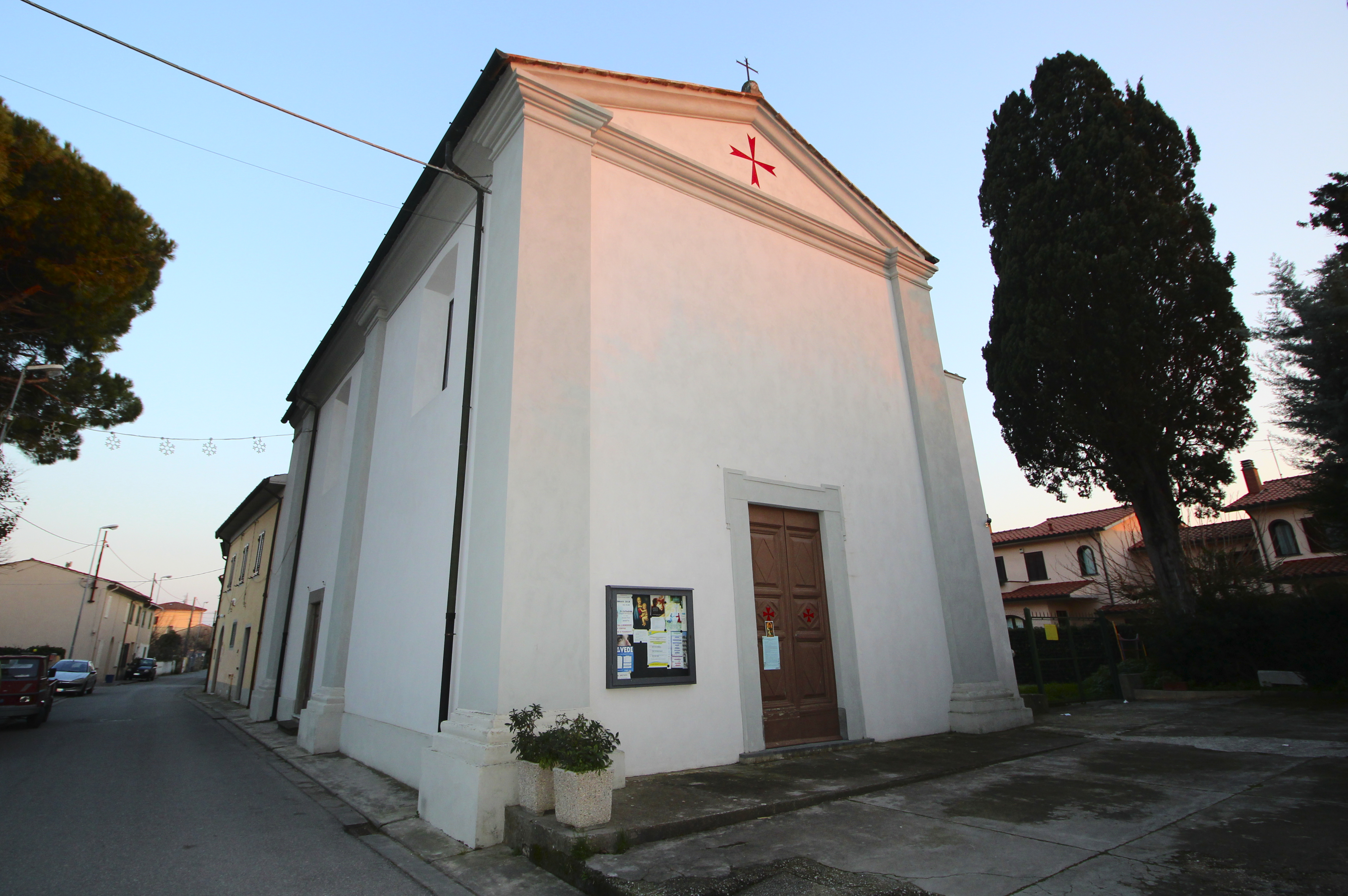
La chiesa di San Sisto

- Chiesa di San Sisto, edificio parrocchiale della località, è documentata sin dal periodo medievale. Si presenta sostanzialmente modificata in seguito a ristrutturazioni di epoca moderna.[3] Anticamente la chiesa apparteneva al piviere di San Lorenzo alle Corti. All'interno custodisce una tela del XVIII secolo raffigurante San Sisto in gloria e san Ranieri in preghiera attribuita a Tommaso Tommasi.[5]